# Tatra 87

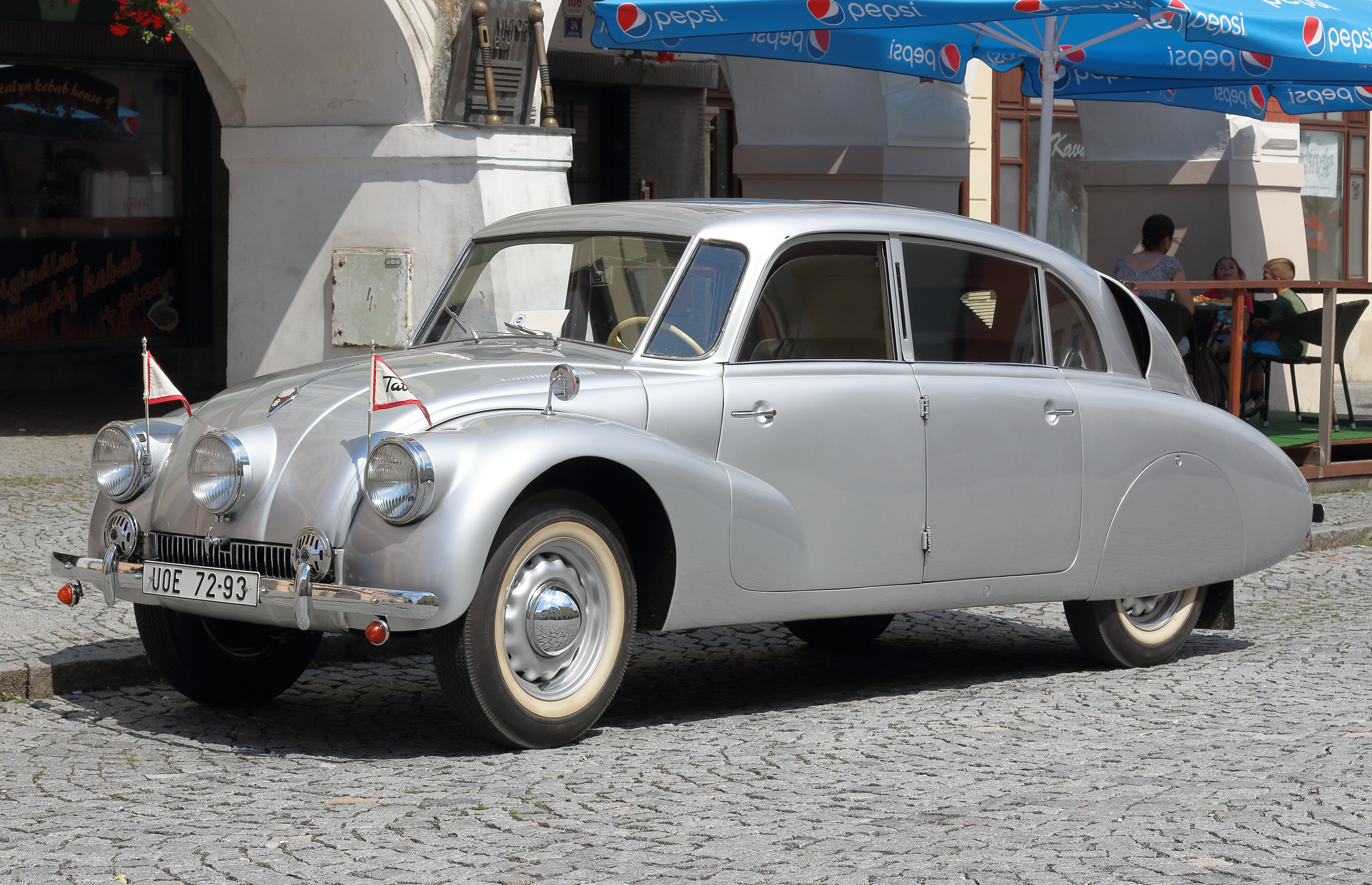
Tatra 87

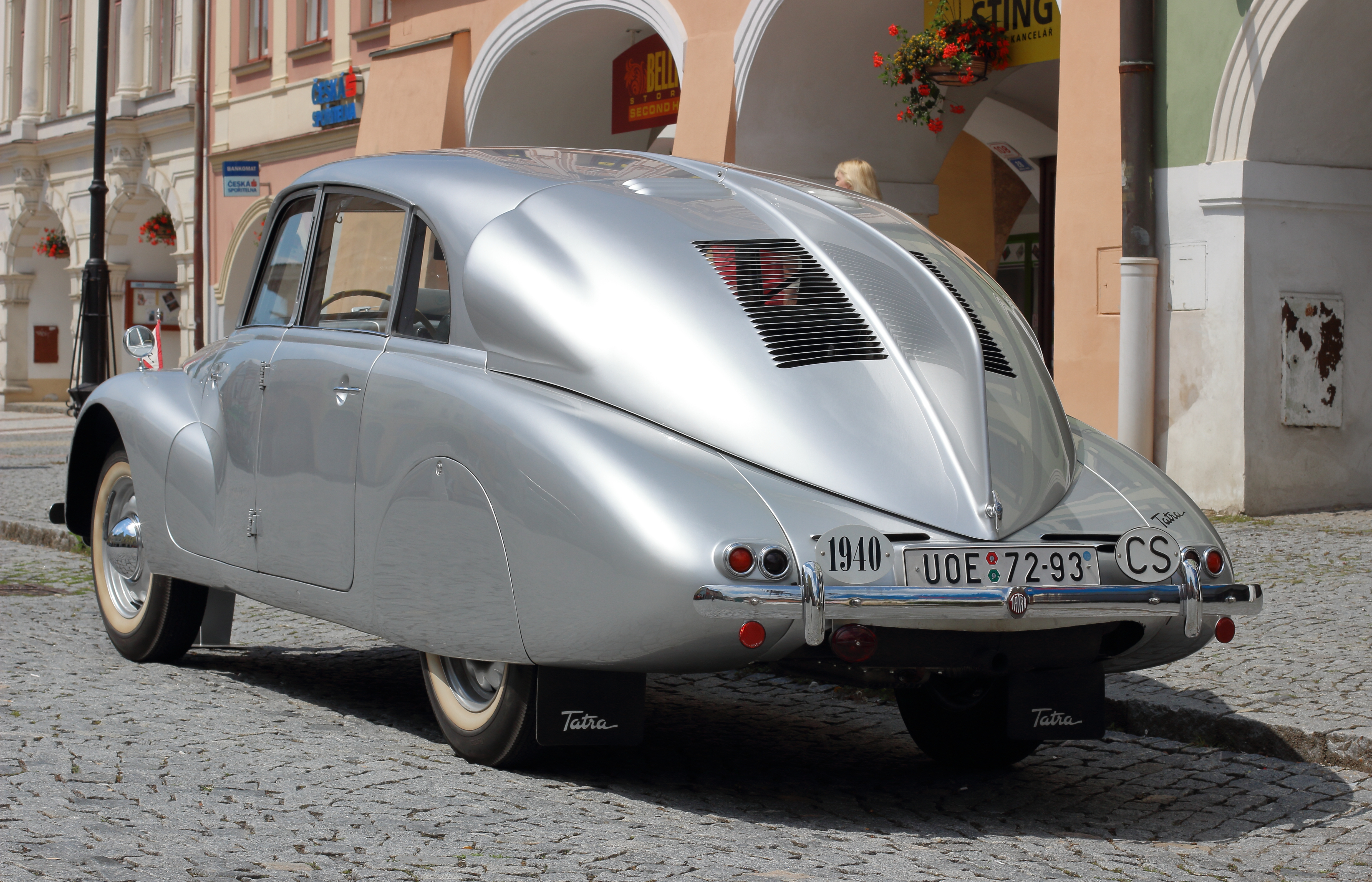
Tatra 87

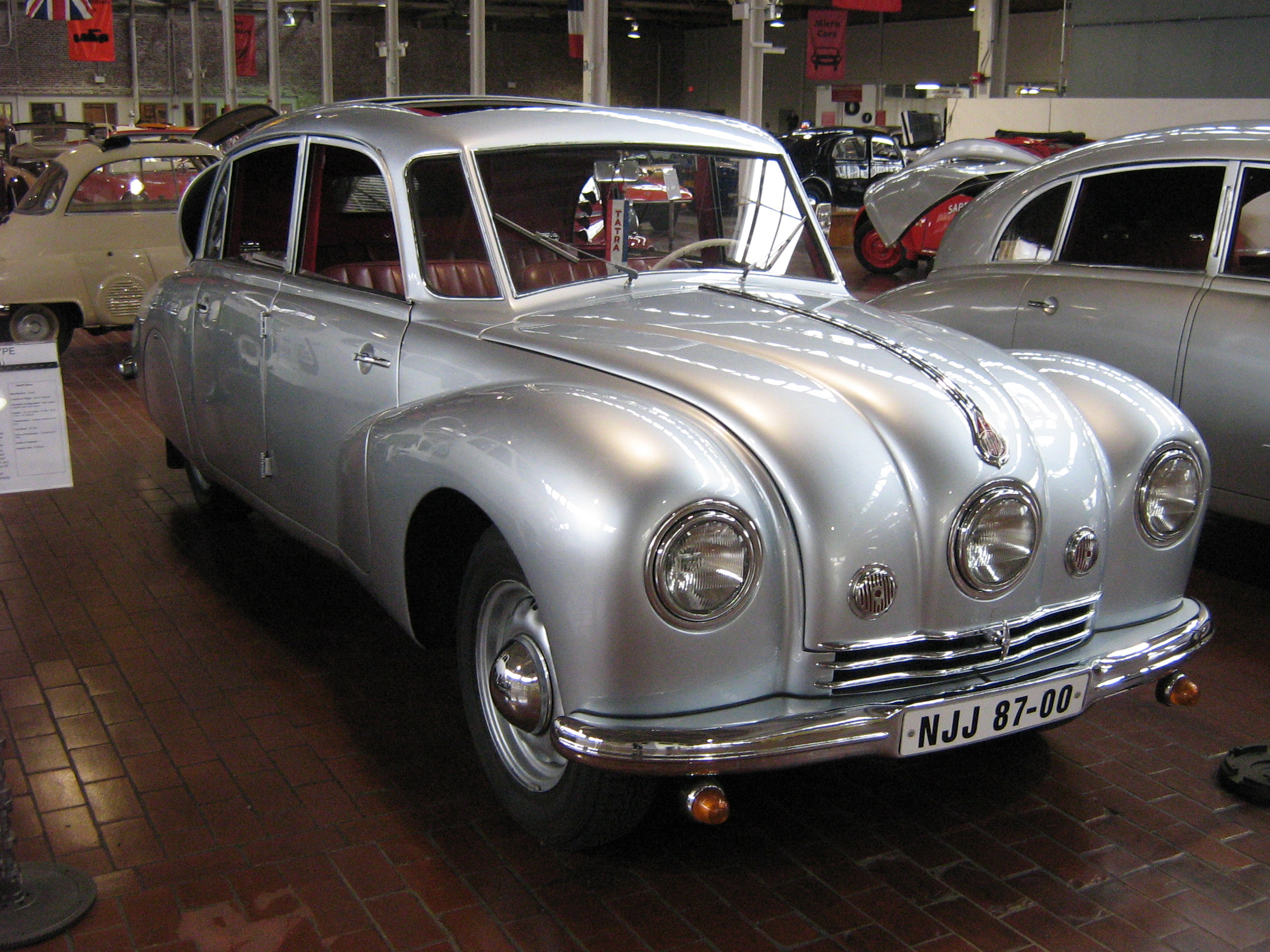
T 87 1947

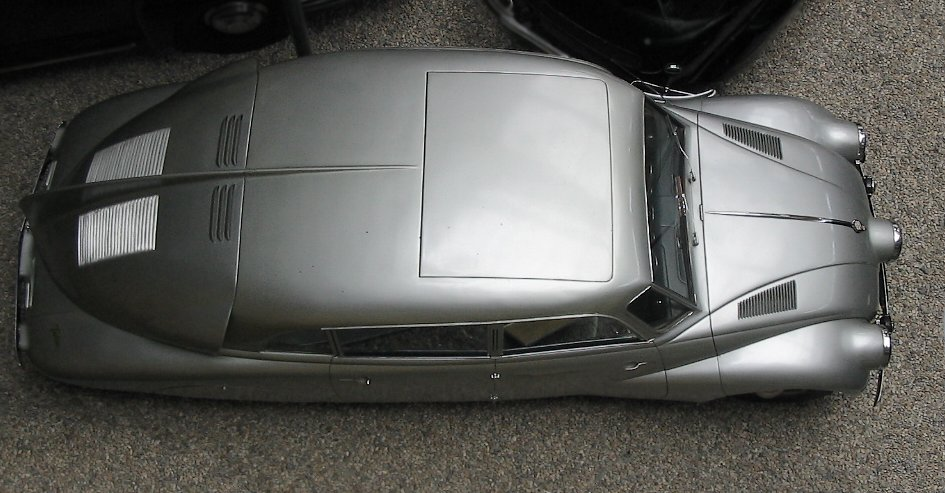
Tatra 87 s odsouvací částí střechy

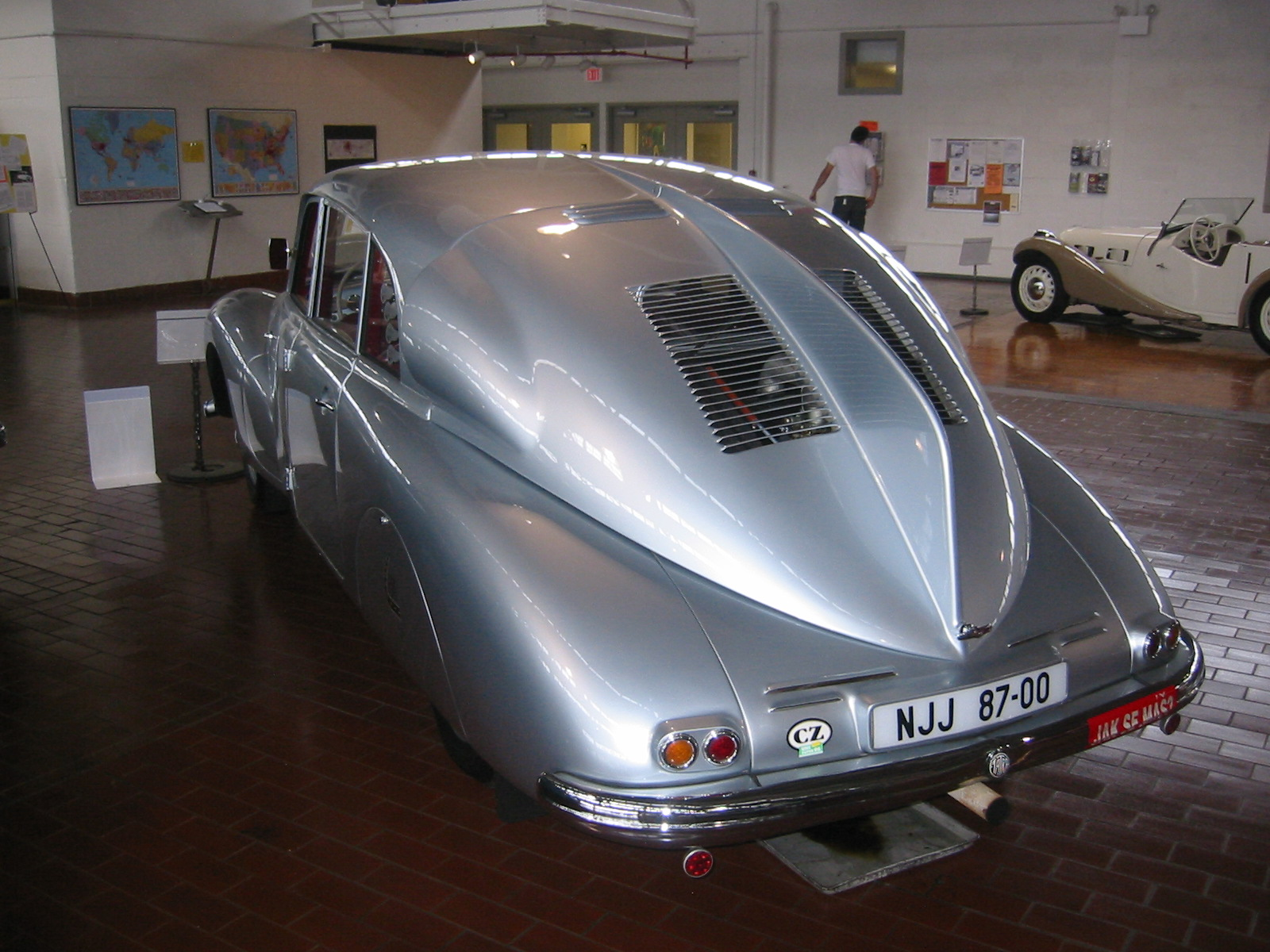
model 1947

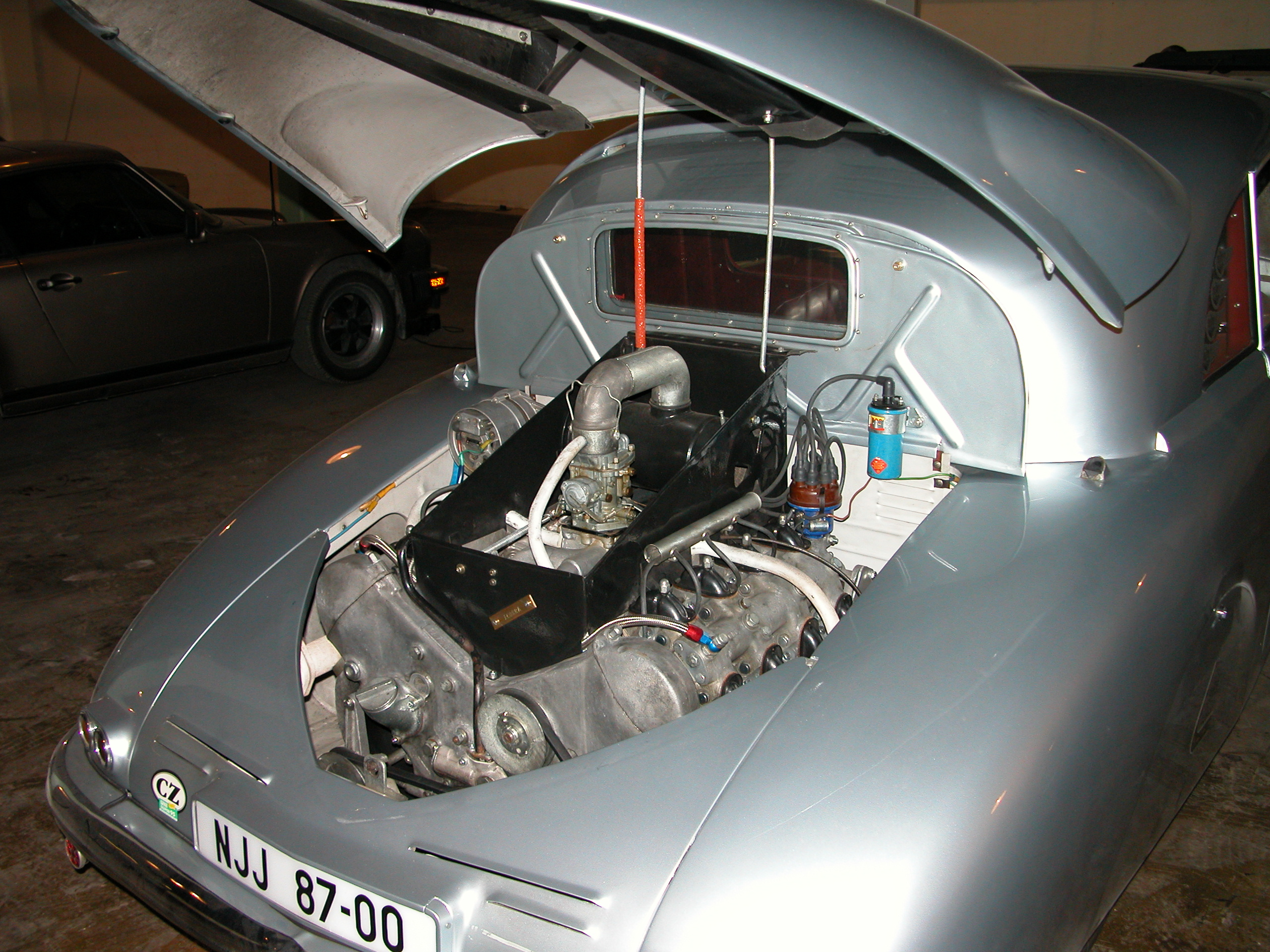
model 1947

Tatra 87 je automobil vyšší třídy vyráběný československou automobilkou Tatra v letech 1937 až 1950. Jde o luxusní aerodynamický automobil, následníka modelu T 77 A. 
Auto bylo poháněno vzadu umístěným osmiválcovým 3 litrovým a vzduchem chlazeným motorem, který byl v konfiguraci Over Head Camshaft a válce byly umístěny k sobě v úhlu 90 stupňů. Tento motor produkoval 85 koňských sil a mohl hnát auto až rychlostí 160 km/h. Tím se auto umístilo mezi nejrychlejší vozy své doby. Své kvality prokázala Tatra 87 v letech 1947–1950, kdy s tímto vozem stříbrné barvy podnikli Jiří Hanzelka a Miroslav Zikmund cestu do Afriky a Jižní Ameriky. Podle amerického listu The New York Times je sběratelským autem roku 2010, když porazila silnou konkurenci 651 vozů.

## Historie

### Typ 87
V roce 1936 byly vyrobeny první dva prototypy T 87 pro zkoušky a v roce 1937 dalších pět vozů ověřovací série. Tatra 87 byla oficiálně představena v roce 1937. Od roku 1938 se již T 87 vyráběla sériově. V roce 1940 byly vyrobeny i dva kabriolety pro případné použití v armádě. Po válce pokračovala sériová výroba T 87 s drobnými změnami na karoserii až do roku 1950. V roce 1948 byla zmodernizována přední část karoserie, do většího vyklenutí v blatnících byly zapuštěny světlomety až po úroveň krycího skla. Vozy dostaly nové nárazníky, které s karosérií tvořily kompaktnější celek. Standardně měl tento model i odsouvací díl střechy nad předními sedadly (který byl původně v nadstandardní výbavě). Tato modernizace byla navržena Františkem Kardausem (který spolupracoval i na tramvaji T3 a nebo modelu Tatry 603). Po modernizaci byl střední reflektor natáčecí a ve standardní výbavě se ovládal na palubní desce, v nadstandardní výbavě byl spojen s volantem.
V této úpravě se vůz dodával až do roku 1950 a to pouze pro potřebu státních a stranických orgánů.
Oproti svému předchůdci byl nový vůz výrazně lehčí (o 330 kg), objem motoru byl naproti tomu zvýšen, výsledkem byla vyšší maximální rychlost i zrychlení. Typ 87 byl také kratší a užší s kratším rozvorem. Hmotnost se podařilo snížit zejména použitím lehkých materiálů a slitin (blok motoru a převodovky i některé další díly byly odlity z Elektronu, extrémně lehké slitiny hořčíku). Oproti předchůdci měla T 87 zlepšené chlazení oleje, motor byl vybaven plnoprůtokovým filtrem oleje, náporovým chladičem oleje a dvojitým spádovým karburátorem. Motor byl uložen pod aerodynamicky ještě vylepšenou zadní kapotou se stabilizační plochou ve tvaru ploutve a pohání zadní kola. Vedle plynového pedálu je umístěno tlačítko, kterým musí řidič asi každých 100 kilometrů napumpovat dodatečný olej do motoru a taky jím promazat důležitá místa podvozku.

#### Karoserie
Tatra 87 má unikátní celokovovou aerodynamickou karoserii (kromě rámu dveří, které jsou dřevěné - tehdy se používaly ve většině vozů dřevěné konstrukce), kterou designoval Hans Ledwinka spolu s Erichem Übelackerem a je založena na Tatře 77, která byla první auto designované s aerodynamickým řešením karoserie. Design karoserie byl také založen na návrzích od maďarského Paula Jaraye, který designoval slavné německé vzducholodě Graf Zeppelin. Ploutev umístěná na ustupující zádi vozu pomáhala rozdělit proud vzduchu na obě strany auta, tento nápad později převzal letecký průmysl. Auto disponuje kryty zadních kol, které omezují víření vzduchu kolem nich. Čelní okno je dělené na tři díly, původně mělo být panoramatické, ale nepodařilo se jej vyrábět, proto bylo rozděleno na tři rovné plochy. Tento vůz měl koeficient vzduchového odporu 0,36, když byl v roce 1979 testován ve větrném tunelu Volkswagenu, model 1 ku 5 testovaný v roce 1941 měl koeficient 0,244.

#### Podvozek
Auto má centrální nosný rám, který se rozdvojuje na zádi do tvaru písmene Y. Kola jsou nezávisle zavěšená a mají šestnáct palců, přičemž přední náprava je na dvou půleliptických pérováních a zadní na výkyvných poloosách se čtvrteliptickým pérováním. Vše toto mají ubrzdit bubnové hydraulické brzdy ATE Lockheed. Řízení je na hřebenové bázi. 
Mnoho designových vymožeností Tatry 87, později prototypu V570 a později T97 bylo okopírováno pozdějšími výrobci automobilů. Například Ferdinand Porsche byl velmi ovlivněn Tatrou 87 a T97 a byl následně žalován Tatrou.

#### Srovnání s konkurencí
Maximální rychlostí 160 km/h se Tatra 87 řadila mezi nejrychlejší vyráběné vozy své doby. Konkurenční vozy této třídy však používaly motory s téměř dvojnásobným objemem a spotřebou okolo 20 litrů paliva. Díky svému nadčasovému a modernímu aerodynamickému designu měla Tatra 87 spotřebu jenom 12,5 litru na 100 kilometrů.

#### Počet kusů
Celkem bylo za třináct let (s přerušením výroby v důsledku druhé světové války) vyrobeno 3 023 vozů tohoto typu, z toho 1 371 do roku 1945, zbylých 1 652 vozů po roce 1946. V roce 1948 bylo vyrobeno nejvíce vozů, okolo 700. Model byl také úspěšně exportován, například do Maďarska, Rumunska, SSSR, Belgie, Německa, Rakouska, Francie, Švédska, Jihoafrické republiky, Egypta, Argentiny nebo dokonce i Austrálie. Pokračovatelem T 87 byl modernější vůz T 603.

#### Cena
Při uvedení na trh ve čtyřicátých letech byla cena nového vozu 25 000 švýcarských franků.

### Typ 87-603
V období let 1950 až 1953 byly některé vozy T 87 osazeny novým motorem T 603 A, používaným později v „šestsettrojkách“. Motor poskytoval vozu dostatečný výkon k vyvinutí maximální rychlosti téměř 170 km/h. Tyto vozy nesly označení Tatra 87-603.

## Majitelé některých vozů
Mezi majiteli vozů bylo mnoho známých osobností:
- Hans Ledwinka, dlouholetý konstruktér firmy Tatra (ve Vídni zrestaurovaný vůz mu daroval jeho přítel Felix Wankel, když Ledwinka žil jako penzista v Mnichově, tento vůz je vystaven v Deutsches Museum v Mnichově)
- Jiří Hanzelka a Miroslav Zikmund (se kterým podnikli cestu do Afriky a Jižní Ameriky, tento kus je umístěn v Praze v národním technickém muzeu)
- Ernst Heinkel, letecký konstruktér
- John Steinbeck, spisovatel, nositel Nobelovy ceny za literaturu
- Eliška Junková, česká automobilová závodnice
- E. F. Burian, divadelní režisér
- Faruk I., egyptský král
- Vítězslav Nezval, básník
- arcibiskup Josef Beran
- generál Erwin Rommel (také používal přímého konkurenta této Tatry Škodu Superb)
- Fritz Todt, vedoucí Todtovy organizace
- Klement Gottwald, prezident ČSR
- Antonín Zápotocký, prezident ČSR
- maršál Andrej Ivanovič Jeremenko, (dostal darem první vyrobený poválečný vůz Tatra, toto vozidlo je v Technickém muzeu Tatry v Kopřivnici)
- Norman Foster, architekt
- Jay Leno, americká televizní osobnost

## Česká tajná zbraň
Tatra 87 byla vysoce hodnocena důstojníky Wehrmachtu během druhé světové války pro její vysokou rychlost a ovládání, které bylo vhodné pro jízdu na německých dálnicích té doby, tzv. Autobahnech. Dokonce ministr výzbroje a munice Fritz Todt o ní prohlásil že: „Tato 87 je auto pro Autobahn…“. Automobil měl lehký předek, a proto bylo jeho ovládání na první pohled snadné i bez posilovače řízení, ovšem při vysokých rychlostech auto nemuselo řidiče poslechnout kvůli váze umístěné na zádi. Vůz byl proto také známý jako „česká tajná zbraň“, neboť v sérii autonehod ve vysoké rychlosti v něm údajně zemřelo tolik důstojníků, že nakonec všichni dostali od Wehrmachtu zákaz řídit tuto Tatru.  Tento příběh je však považován za nepodložený. Příkaz zakazující používání Tatry 87 byl nicméně zaznamenán po několika nehodách bez smrtelných následků.

## Technická data
Typ 87 modely 1937 – 50
- Délka: 4 740 mm
- Šířka: 1 670 mm
- Výška: 1 500 mm
- Rozvor: 2 850 mm
- Rozchod vpředu: 1 250 mm
- Rozchod vzadu: 1 250 mm
- Světlost: 230 mm
- Motor: osmiválcový do V s rozvodem OHC, vzduchem chlazený (2 axiální ventilátory)
  - Objem: 2 968 cm³
  - Kompresní poměr: 5,8:1
  - Výkon: 75 koní (55 kW) při 3 500 ot/min
- Převodové ústrojí:
  - Spojka: mechanická jednolamelová suchá
  - Převodovka: čtyřstupňová, 3. a 4. stupeň synchronizovány
- Poháněná náprava: zadní
- Hmotnost: 1 370 kg
- Objem palivové nádrže: 55 l
- Maximální rychlost: 150 – 160 km/h (údaj výrobce, bylo doporučováno výrobcem jezdit max. 135km/h)
- Spotřeba: 12,2 l/100 km
- Počet vyrobených vozů: 3 023

Typ 87-603 model 1950
- Délka: 4 740 mm
- Šířka: 1 670 mm
- Výška: 1500 mm
- Motor: osmiválcový do V s rozvodem OHV, vzduchem chlazený (2 axiální ventilátory)
  - Objem: 2 545 cm³
  - Výkon: 95 koní (70 kW) při 5 000 ot/min
- Převodové ústrojí:
  - Spojka: mechanická jednolamelová suchá, Komet Mecano
  - Převodovka: čtyřstupňová, 3. a 4. stupeň synchronizovány
- Poháněná náprava: zadní
- Hmotnost: 1 400 kg
- Maximální rychlost: 160 km/h (údaj výrobce)